# Magura V5

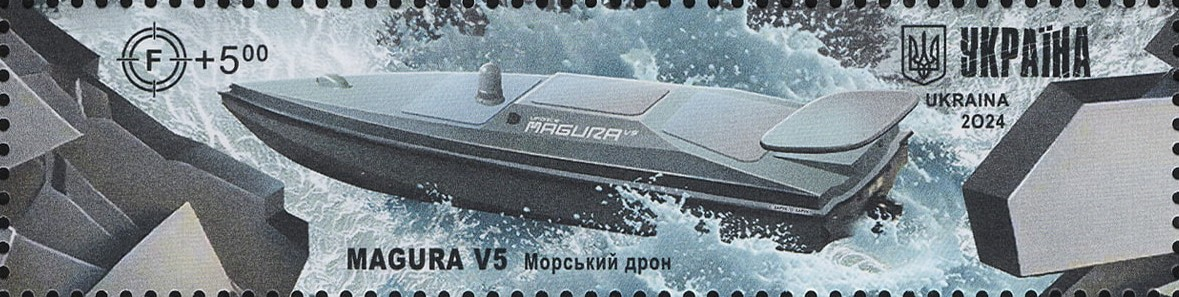
MAGURA V5 na ukrajinské známce

MAGURA V5 (Maritime Autonomous Guard Unmanned Robotic Apparatus V-type) je ukrajinský víceúčelový hladinový bezpilotní člun. Je schopen plnit různé úkoly, např. sledování, průzkum, pátrání a záchranu, protiminová opatření a bojové mise, včetně sebevražedných útoků.

## Vývoj
V listopadu 2022 ukrajinská vláda oznámila vývoj ukrajinského bojového povrchového dronu s dosahem až 800 km. Člun byl poprvé představen na Mezinárodním veletrhu obranného průmyslu (IDEF), který se konal od 25. do 28. července 2023 v tureckém Istanbulu. Dne 29. července 2023 zpráva CNN uvedla, že „kamikaze“ člun Magura V5 již existuje, a to nejen jako výstavní model, ale také jako plně funkční systém.

## Provozní využití
Ukrajina nasadila drony v Černém moři v rámci pokračujícího konfliktu mezi Ruskem a Ukrajinou.
V listopadu 2023 byly při jednom zdokumentovaném operačním použití těchto dronů zničeny dvě výsadkové lodě, zakotvené na základně ruského námořnictva ve městě Čornomorske na západním Krymu. Jednalo se o jednu rychlou výsadkovou loď projektu 11770 (třída Serna) a jednu projektu 1176 (třída Ondatra).
Začátkem roku 2024 náčelník rozvědky ukrajinského ministerstva obrany Kyrylo Budanov uvedl, že několik dronů Magura V5 stálo za potopením ruské raketové korvety třídy Tarantul-III Ivanovec.
Dne 14. února 2024 bylo několik dronů Magura V5 použito ke zničení lodi Cezar Kunikov u pobřežního města Alupka na Ruskem okupovaném Krymu.
V noci ze 4. na 5. března 2024, byla hlídková loď ruského námořnictva Sergej Kotov napadena ukrajinskými speciálními jednotkami pomocí námořních dronů Magura V5 v ukrajinských teritoriálních vodách (tou dobou ale okupovaných Ruskem) poblíž Kerčské úžiny. Sergej Kotov byl vážně poškozen na zádi, pravém a levém boku a podle ukrajinských zdrojů se potopil. Cena potopené lodě je odhadována na přibližně 65 milionů dolarů.
V prosinci 2024 Ukrajina nárokovala historicky první sestřel letadla dosažený hladinovým dronem. Dron Magura V5 upravený pro nesení navalizovaných leteckých protiletadlových řízených střel R-73 (AA-11 Archer) sestřelil ruský vrtulník Mil Mi-8. Dne 2. května 2025 Ukrajina oznámila sestřelení dvou ruských proudových bojových letounů Suchoj Su-30 za pomoci upravené verze Magura V7, vyzbrojené střelami AIM-9 Sidewinder.

## Taktické a technické vlastnosti
Některé technické charakteristiky dronu:
- Délka: 5,5 m
- Šířka: 1,5 m
- Hmotnost: < 1000 kg
- Nosnost: 320 kg
- Operační dosah: až 800 km
- Autonomie: až 60 hodin
- Cestovní rychlost: 22 uzlů, 41 km/h
- Maximální rychlost: 42 uzlů, 78 km/h
- Metody navigace: automatický GNSS, inerciální, vizuální
- Přenos videa: až tři streamy HD videa
- Kryptografická ochrana: 256bitové šifrování